# Harriet Mann Miller
Pour les articles homonymes, voir Miller.
Harriet Mann Miller (nom de plume Olive Thorne Miller), née le 25 juin 1831 à Auburn dans l'État de New York, et morte le 25 décembre 1918 à Los Angeles en Californie, est une naturaliste et ornithologue américaine. Elle est l'une des trois premières femmes élues membres à l'American Ornithologists' Union. 

## Biographie
Harriet Mann naît en 1831 à Auburn, aînée d'une fratrie de quatre enfants, fille du banquier Seth Hunt Mann et de Mary Field (Holbrook) Mann. La famille réside dans diverses villes de l'État de New York, du Missouri, de l'Ohio, du Wisconsin et de l'Illinois. Elle fait ses études secondaires dans des écoles privées de l'Ohio. Durant ses études secondaires, elle forme un club littéraire secret avec une douzaine de camarades de classe, dont les membres écrivent des histoires.
À l'âge de 20 ans, elle commence à publier des contributions non signées dans des journaux. Elle se marie en 1854 avec Watts Todd Miller. Le couple a quatre enfants La famille vit d'abord à Chicago, dans l'Illinois, et vers le milieu des années 1870, à Brooklyn, New York,. Tant que ses enfants sont jeunes, elle renonce à écrire, se dévouant exclusivement à la vie familiale.
Elle publie son premier article sur la fabrication de la porcelaine, dans le magazine pour enfants, St. Nicholas (en), en 1870, puis dans d'autres magazines pour enfants ou périodiques généralistes, notamment The Youth's Companion, Scribner's, The Chicago Tribune,. Puis elle édite des croquis d'histoire naturelle, sur des oiseaux et des animaux, publiés sous l'intitulé Little Folk in Feathers and Fur. Ses croquis d'animaux sont publiés sous le titre Queer Pets at Marcy's. Elle publie pour les enfants en feuilleton Nimpo's Troubles en 1879 dans un magazine,qui paraît l'année suivante en livre, puis un autre livre pour enfants, Little People of Asia. Sa première utilisation du pseudonyme, Olive Thorne Miller, remonte à 1879,.

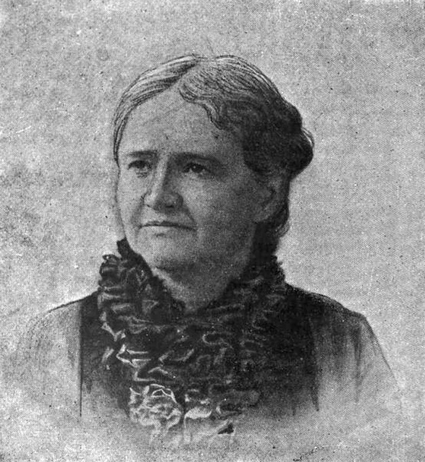
Olive Thorne Miller (1889).

## Activités d'ornithologie
C'est son activité d'ornithologue à partir de 1880 qui la fait largement connaître. Elle devient une ornithologue passionnée, initiée à l'étude des oiseaux par Sara A. Hubbard, directrice de la Société nationale Audubon,. Elle étudie des oiseaux captifs aussi bien que des oiseaux sauvages, et publie ses observations d'après un travail de terrain pendant la période 1883-1903. Elle fait des observations sur le terrain dans le Colorado, dans l'Utah, donne des conférences sur les oiseaux. Elle est réputée pour ses observations judicieuses, ses opinions tranchées et son opposition au massacre d'oiseaux pour l'ornement de chapeaux,. Elle s'élève également en faveur de la préservation des fleurs sauvages, menacées par la cueillette à pleines brassées des promeneurs ou l'appétit des vaches en liberté au Colorado.
Son travail dans ce domaine, après la publication dans le magazine The Atlantic et d'autres publications, est édité en onze volumes : Bird Ways en 1885, puis In Nesting Time . Elle publie des contributions dans la revue de la Société Audubon. 
Elle fréquente l'American Ornithologists' Union, dont elle est élue membre en 1901, l'une des trois premières femmes élues, avec Mabel Osgood Wright et Florence Merriam Bailey. Elle est membre d'autres sociétés d'histoire naturelle.
Elle est autrice d'environ 780 articles, d'un livret sur les oiseaux et de 24 ouvrages. Son travail est reconnu par les biologistes professionnels pour ses recherches et ses observations très précises. Elle est citée dans In American Fields ans Forest (en 1909) comme l'une des six principales autrices sur la nature, avec Henry David Thoreau, John Burroughs et John Muir. Elle est l'une des deux femmes citées dans l'ouvrage de Henry Chester Tracy, American Naturists (1930), avec Mary Austin. Tracy évoque son « étude tranquille et sans prétention d'oiseaux communs ».

## Fin de vie
Harriet souligne l'importance des clubs pour femmes. Dans son ouvrage, The Woman's Club (1891), elle indique qu'« il a fallu beaucoup de temps pour sortir la femme de sa léthargie », mais qu'« mais une fois que ses yeux sont ouverts, elle marche sur son chemin aussi irrésistible que le destin ».
Après la mort de son mari en 1904, Harriet Miller s'installe à Los Angeles où elle meurt le 25 décembre 1918.

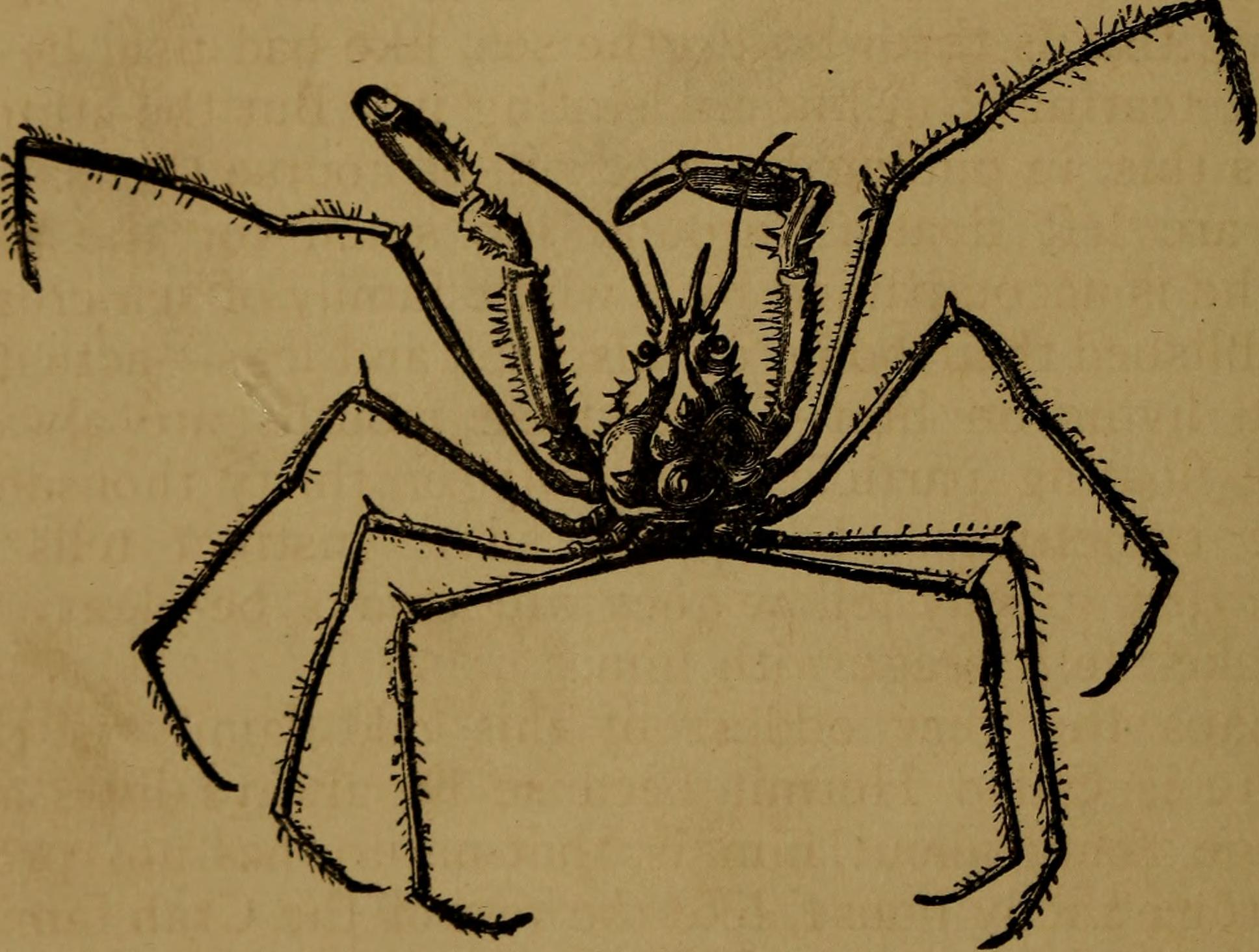
Illustration de Little Folks in Feathers and Fur, and Others in Neither (1875).

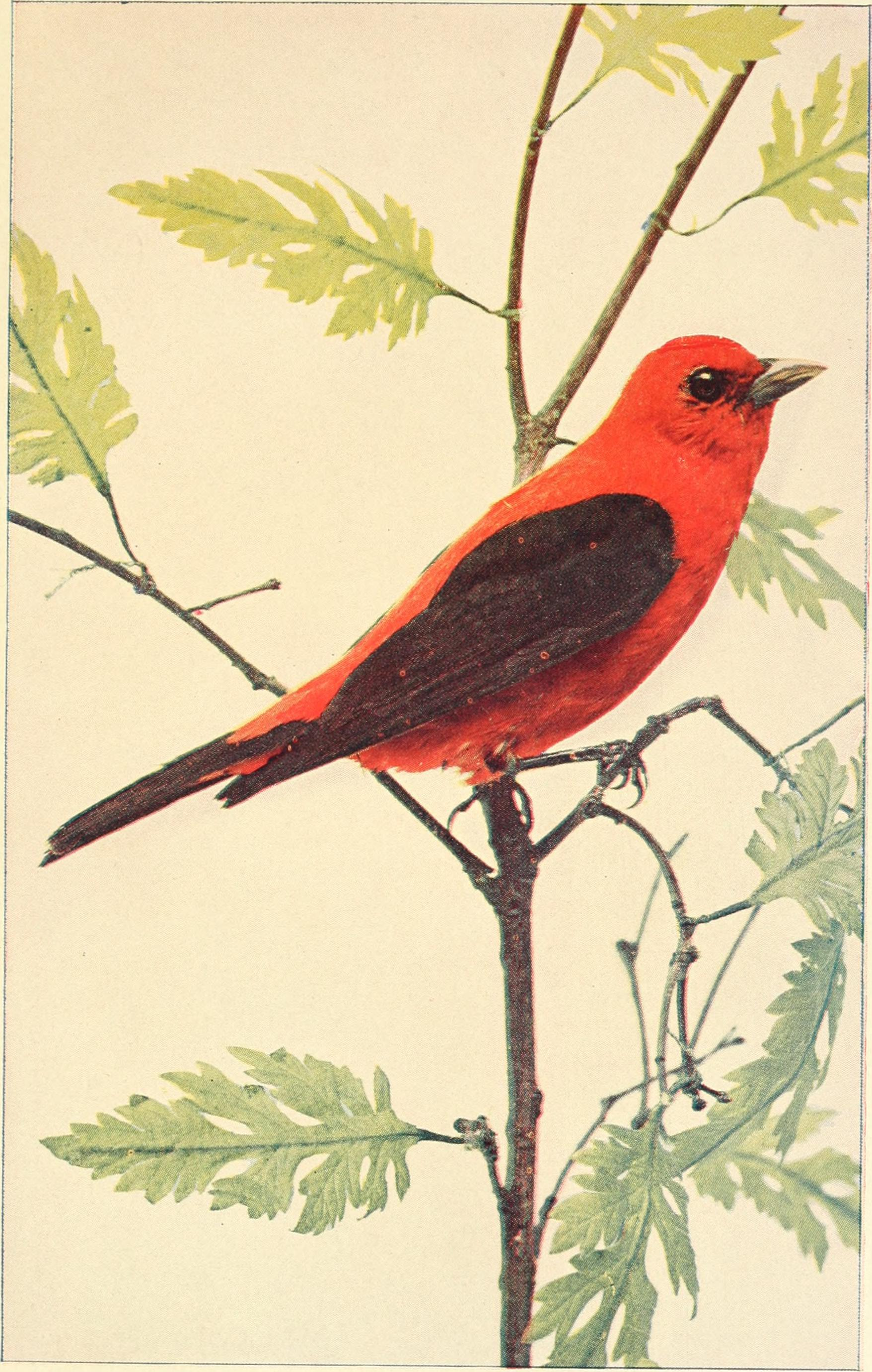
Illustration de The first book of birds (1899).

## Publications
- Sick and in Prison (1873)
- Nimpo's Troubles (1880)
- The Bird of Solitude (1884)
- A Bit of Bird-life (1885)
- A Ruffian in Feathers (1885)
- Queer Pets and their Doings (1885)
- Flutterbudget (1887)
- The Woman's Club: a Practical Guide and Hand-book (1891)
- Kristy's Surprise Party (1905)
- Kristy's Rainy Day Picnic (1906)
- What Happened to Barbara (1907)
- The Children's Book of Birds (1915)

### Sous le nom d'Olive Thorne
- Little Folks in Feathers and Fur, and Others in Neither, Hartford, CT, Dustin, Gilman & Co., 1875 (lire en ligne)

### Sous le nom d'Olive Thorne Miller
- Queer Pets at Marcy's, New York, NY, E. P. Dutton & Company, 1880 (DOI 10.5962/bhl.title.59904, lire en ligne)   Illustrated by J. C. Beard.
- Bird-ways, Boston, MA, Houghton, Mifflin and Co., 1885 (DOI 10.5962/bhl.title.33006, lire en ligne)
- In Nesting Time, Boston, MA, Houghton, Mifflin and Co., 1888 (DOI 10.5962/bhl.title.60272, lire en ligne)
- Funny Friends; Or, Queer Pets at Marcy's, New York, NY, E. P. Dutton & Company, 1892 (DOI 10.5962/bhl.title.59793, lire en ligne)
- Little Brothers of the Air, Boston, MA, Houghton, Mifflin and Co., 1892 (DOI 10.5962/bhl.title.60361, lire en ligne)
- A Bird-lover in the West, Boston, MA, Houghton, Mifflin and Co., 1894, 298 p. (ISBN 040502679X, DOI 10.5962/bhl.title.32874, lire en ligne)
- Our Home Pets : How to Keep Them Well and Happy, New York, NY, Harper & Brothers, 1894 (DOI 10.5962/bhl.title.20266, lire en ligne)
- Four-handed Folk, Boston, MA, Houghton, Mifflin and Co., 1896 (DOI 10.5962/bhl.title.98378, lire en ligne)
- Upon the Tree-tops, Boston, MA, Houghton, Mifflin and Co., 1897 (DOI 10.5962/bhl.title.12525, lire en ligne) Illustrated by J. Carter Beard.
- The First Book of Birds, Boston, MA, Houghton, Mifflin and Co., 1899 (DOI 10.5962/bhl.title.13738, lire en ligne) With eight colored and twelve plain plates and twenty figures in the text.
- The Second Book of Birds : Bird Families, Boston, MA, Houghton, Mifflin and Co., 1901 (DOI 10.5962/bhl.title.13734, lire en ligne) With eight colored plates from designs by Louis Agassiz Fuertes, and sixteen other full-page illustrations.
- True Bird Stories from My Note-books, Boston, MA, Houghton, Mifflin and Co., 1903 (DOI 10.5962/bhl.title.60284, lire en ligne) With illustrations by Louis Agassiz Fuertes.
- With the Birds in Maine, Boston, MA, Houghton, Mifflin and Co., 1904 (DOI 10.5962/bhl.title.23151, lire en ligne)